# Euphorbia rapulum
Euphorbia rapulum är en törelväxtart som beskrevs av Grigorij Silych Karelin och Ivan Petrovich Kirilov. Euphorbia rapulum ingår i släktet törlar, och familjen törelväxter. Inga underarter finns listade i Catalogue of Life.